# José Ermírio de Moraes
José Ermírio de Moraes (Nazaré da Mata, 21 de janeiro de 1900 — São Paulo, 9 de agosto de 1973) foi um empresário, engenheiro e político brasileiro, fundador do Grupo Votorantim.

## Biografia
Era filho de Ermírio Barroso de Moraes e Francisca Jesuína Pessoa de Albuquerque.
Filho de usineiros abastados de Pernambuco, nasceu no engenho Santo Antônio, localizado a sessenta quilômetros do Recife. 
Em 1921, formou-se engenharia pela Colorado School of Mines em Golden, Estados Unidos.
Casou-se com Helena, filha de António Pereira Inácio, em maio de 1925, com quem teve José Ermírio, Antônio Ermírio, Ermírio e Maria Helena.
Associado Representativo do Rotary Club de São Paulo, São Paulo, seu Presidente no período 1949-1950.

### St John del Rel Mining Co.
Voltando ao Brasil, trabalhou na Secretaria de Agricultura de Minas Gerais como engenheiro de minas.
Em 1922 trabalhou para a St John del Rey Mining Co., da mina de ouro Morro Velho.
Em junho de 1923 tomou o comando da Usina Aliança do seu cunhado.

## Empresário

### Grupo Votorantim
Numa viagem à Suíça conheceu Antonio Pereira Inácio, dono da tecelagem Votorantim na cidade homônima. Começou a trabalhar para essa empresa.
Em maio de 1928 fundou junto a outros empresários o Centro das Indústrias do Estado de São Paulo (CIESP). Foi um dos primeiros diretores junto a Francisco Matarazzo, Roberto Simonsen, Jorge Street, Horácio Lafer e Antonio Devisate.
Foi um dos apoiadores da revolução de 1932.
Em 1936 inaugurou uma fábrica de cimento.
Em 1937, criou a Companhia Nitro Química Brasileira, para a produção de rayon, com seus sócios Numa de Oliveira, Horácio Lafer e Wolf Kadeschewitz.
Nesse mesmo ano criou a Companhia Siderúrgica Barra Mansa.
Em 1941 criou a Companhia Brasileira de Alumínio.
Em 1951 morreu Antonio Pereira Inácio. Seus herdeiros venderam sua participação acionária para José Kalil.
Em 1957 comprou a Companhia Brasileira de Metais que produzia zinco.

## Política

### Ministro da Agricultura
José Ermírio concorreu ao Senado por Pernambuco na eleições de outubro de 1962. Junto com o candidato a governador Miguel Arraes foi vitorioso.
Com o retorno do sistema presidencialista, foi nomeado por João Goulart para a pasta da agricultura em 28 de janeiro de 1963.

### Senador por Pernambuco
Voltou ao senado em 20 de junho de 1963.
Encerrou seu mandato em 31 de janeiro de 1971.

## Obra
- Ética profissional e administrativa do engenheiro. 1950.
- A metalurgia como fator de desenvolvimento de uma nação. 1952.
- Situação atual da indústria do cimento. 1956.
- Brasil atual e seu futuro. 1957.
- Bases indispensáveis para a formação de uma nação brasileira economicamente independente. 1958.